# Strejaci
Strejaci – wieś w Słowenii, w gminie Dornava. W 2018 roku liczyła 60 mieszkańców.